# 존 샤리언
존 섀리언(John Sharian, 2000년 1월 1일 ~ )은 미국의 각본가, 영화 제작자, 배우, 영화 감독이다.
코네티컷주에서 태어났다.

## 영화
- 트루 스토리 (2015년)
- 디스커넥트 (2012년) - 로스 린드 역
- 3윅스투데이토나 (2011년) - 고메스 역
- 보이 원더 (2010년)
- Little New York (2009)
- 워즈 (2007년)
- 더 헌터 (2004년) - 안토니오 역
- 머시니스트 (2004년) - 이반 역
- 캘린더 걸스 (2003년)
- 드라큐라 2 - 어센션 (2003년) - 경찰관 하지 역
- 퍼펙트 워리어 (2000년)
- 24 아워 인 런던 (2000년)
- New World Disorder (1999)
- 라이언 일병 구하기 (1998년)
- 로스트 인 스페이스 (1998년)
- 제5원소 (1997년)
- 데스 머신 (1994년)